# Trygonorrhina melaleuca
Trygonorrhina melaleuca är en rockeart som beskrevs av Scott 1954. Trygonorrhina melaleuca ingår i släktet Trygonorrhina och familjen Rhinobatidae. IUCN kategoriserar arten globalt som starkt hotad. Inga underarter finns listade i Catalogue of Life.